# Pleistoceno
| Subdivisões do Quaternário | Subdivisões do Quaternário | Subdivisões do Quaternário | Subdivisões do Quaternário |
| Sistema/Período | Série/Época                | Andar/Estágio              | Idade (Ma)                 |
| --- | -------------------------- | -------------------------- | -------------------------- |
| Quaternário | Holoceno                   | Megalaiano                 | 0-0.0042                   |
| Quaternário | Holoceno                   | Nortegripiano              | 0.0042-0.0082              |
| Quaternário | Holoceno                   | Gronelandês                | 0.0082-0.0117              |
| Quaternário | Pleistoceno                | Tarentiano                 | 0.0117–0.126               |
| Quaternário | Pleistoceno                | Chibaniano                 | 0.126–0.781                |
| Quaternário | Pleistoceno                | Calabriano                 | 0.781–1.80                 |
| Quaternário | Pleistoceno                | Gelasiano                  | 1.80–2.58                  |
| Neogeno | Plioceno                   | Placenciano                | mais antigo                |
| Subdivisão do Quaternário de acordo com a Tabela Cronoestratigráfica Internacional versão 2015/1 da Comissão Internacional sobre Estratigrafia. |                            |                            |                            |

Na escala de tempo geológico, o Pleistoceno  ou Plistoceno é a época do período Quaternário da era Cenozoica do éon Fanerozoico que está compreendida há entre 2,588 milhões e 11,7 mil anos, abrangendo o período recente no mundo de glaciações repetidas. O termo Pleistoceno deriva do grego πλεῖστος (transl. pleistos, "bastante mais") e καινός (transl. kainos, "novo"), significando "bastante mais novo".
O Pleistoceno sucede o Plioceno e precede o Holoceno, ambos de seu período. Divide-se nas idades Gelasiano, Calabriano, Chibano e Taratiano, da mais antiga para a mais recente.

## Paleogeografia e clima

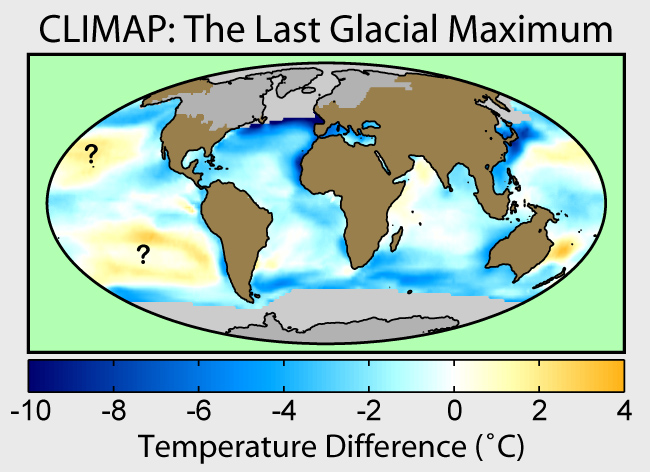
Extensão de gelo durante o último máximo glacial de há cerca de anos. A criação de folhas de gelo de quilômetros de espessura 3-4 causou um declínio global do nível do mar de cerca de 120 m.

O resfriamento gradual e aridez gerou um mundo muito parecido com hoje. Dentro do Círculo Polar Ártico, a tundra estendeu por todo o permafrost, no sul deste cresceu a taiga e ainda mais ao sul, a aridez predominante levou à substituição do deserto e semi-deserto Chaparral, as folhas foram substituídas por pastagens temperadas. No final do Pleistoceno, os seres humanos surgiram na África, descendendo de hominídeos, como Australopiteco.
Neste período o mar recua em quase toda a Península Ibérica, deixando um golfo cada vez menor no Guadalquivir e Múrcia e restos de praias em Huelva e na Catalunha. No interior, as antigas bacias ainda funcionam e surgem outras novas bacias fluviolacustres. Somente no Pleistoceno Superior nas montanhas e franja peninsular setentrional há indícios de fases glaciais.

### As glaciações
Durante o Pleistoceno grandes extensões de terra foram cobertas com uma imensa camada de gelo, um fenômeno conhecido como glaciação. Em alguns períodos o clima ficou mais quente e houve redução do tamanho das camadas de gelo. Esses períodos são chamados interglaciares.
No último milhão de anos, foram quatro as principais idades do gelo na Europa  e receberam os nomes de quatro afluentes do rio Danúbio, nos quais onde, pela primeira vez, foram identificados os seus  depósitos: Würm, Riss, Mindel e Günz (a mais antiga). Na América do Norte as glaciações se denominam Wisconsin, Illinois, Kansas e Nebraska, respectivamente. Com a recente inclusão da idade Gelasiana no Pleistoceno, duas novas glaciações foram incluídas: Donau e Briggen.
Devido às condições meteorológicas, as calotas polares de gelo cresceram e se mudaram para o paralelo 40, em algumas áreas. O nível do mar caiu cerca de 100 metros e a fauna e flora foram conduzidos de acordo com o clima.

## Paleobiologia

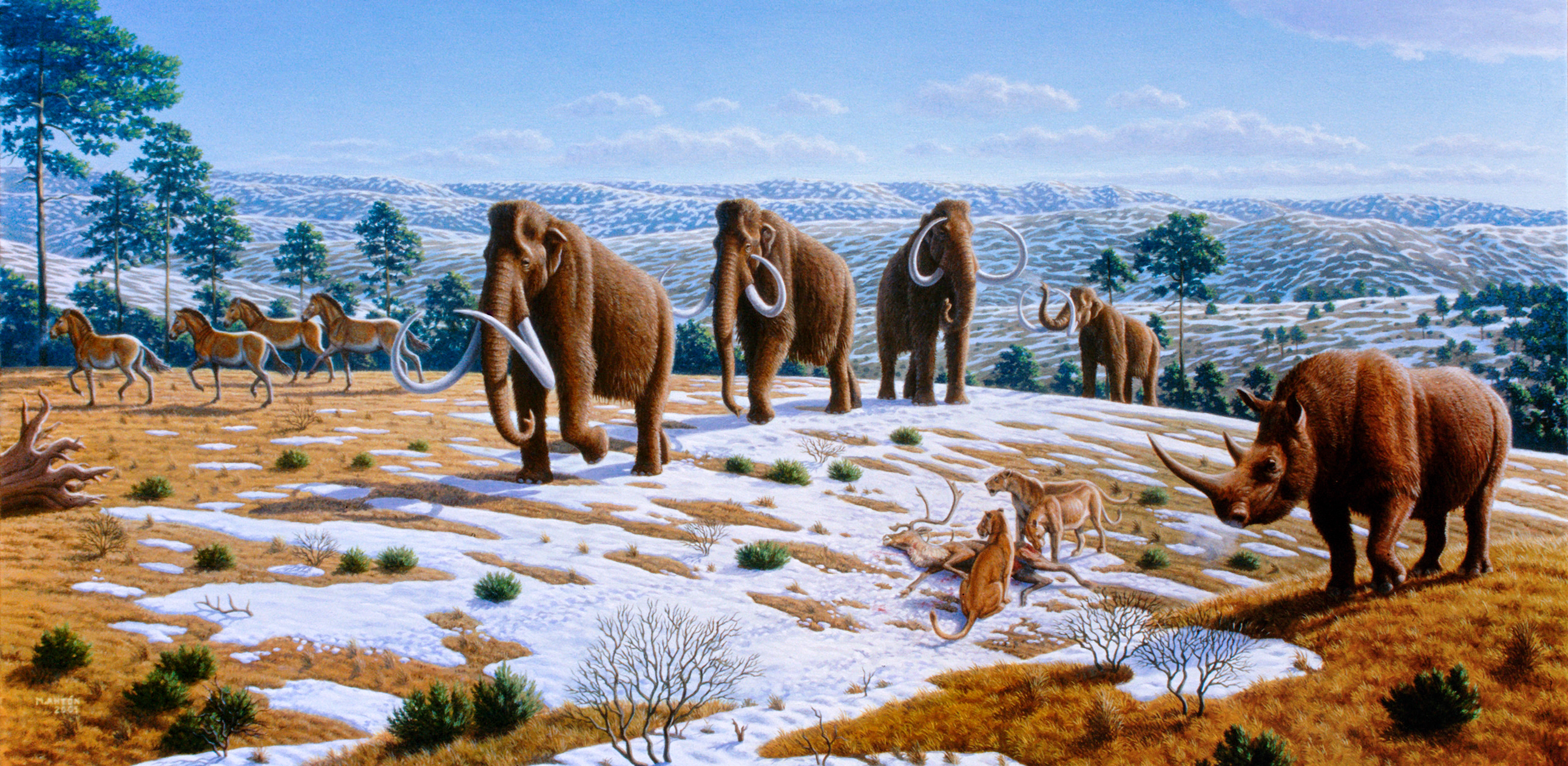
Mamutes e rinocerontes lanudos.

A preponderância dos mamíferos foi consolidada, e alguns de seus mais proeminentes são Glyptodon e Smilodon. O gênero Mammuthus permaneceu durante grande parte deste período. Animais típicos desta época foram a rena, o urso polar, o rinoceronte lanoso, etc. A vegetação predominante era semelhante à tundra fria, desertos frios de hoje que são cobertos com musgos e líquenes. Na fase interglacial quente, os cavalos propriamente ditos apareceram (Equus) e rinocerontes atuais também, assim como hipopótamos e o extinto tigres dentes de sabre. Houve também surgimento de animais modernos que sobreviveram à mudanças climáticas (alce, raposa, lobo, gato bravo, hiena, bisonte, antilocapra, camelo, auroque, etc.)
Um grande evento de extinção de grandes mamíferos (megafauna), que incluía mamutes, mastodontes, tigres-dente-de-sabre, gliptodontes, o rinoceronte lanudo, vários girafídeos, como o Sivatherium; Preguiças terrestres, o alce-gigante, o urso das cavernas, lobos terríveis e ursos-de-cara-achatada, começou no final do Pleistoceno e continuou no Holoceno. Hominídeos como os neandertais e denisovanos, também se extinguiram durante esse período. No final da última era glacial, animais de sangue frio, mamíferos menores, como ratos, aves migratórias e animais mais velozes, como o cervo de cauda branca, substituíram a megafauna e migraram para o norte.
As extinções dificilmente afetaram a África, mas foram especialmente severas na América e na Oceania. A África, onde os seres humanos se originaram, mostra muito menos evidências de perda na extinção megafaunal do Pleistoceno, talvez porque a coevolução de animais de grande porte ao lado de humanos primitivos tenha fornecido tempo suficiente para que estes desenvolvessem defesas eficazes. Sua localização nos trópicos também a poupou das glaciações do Pleistoceno e o clima não mudou muito.

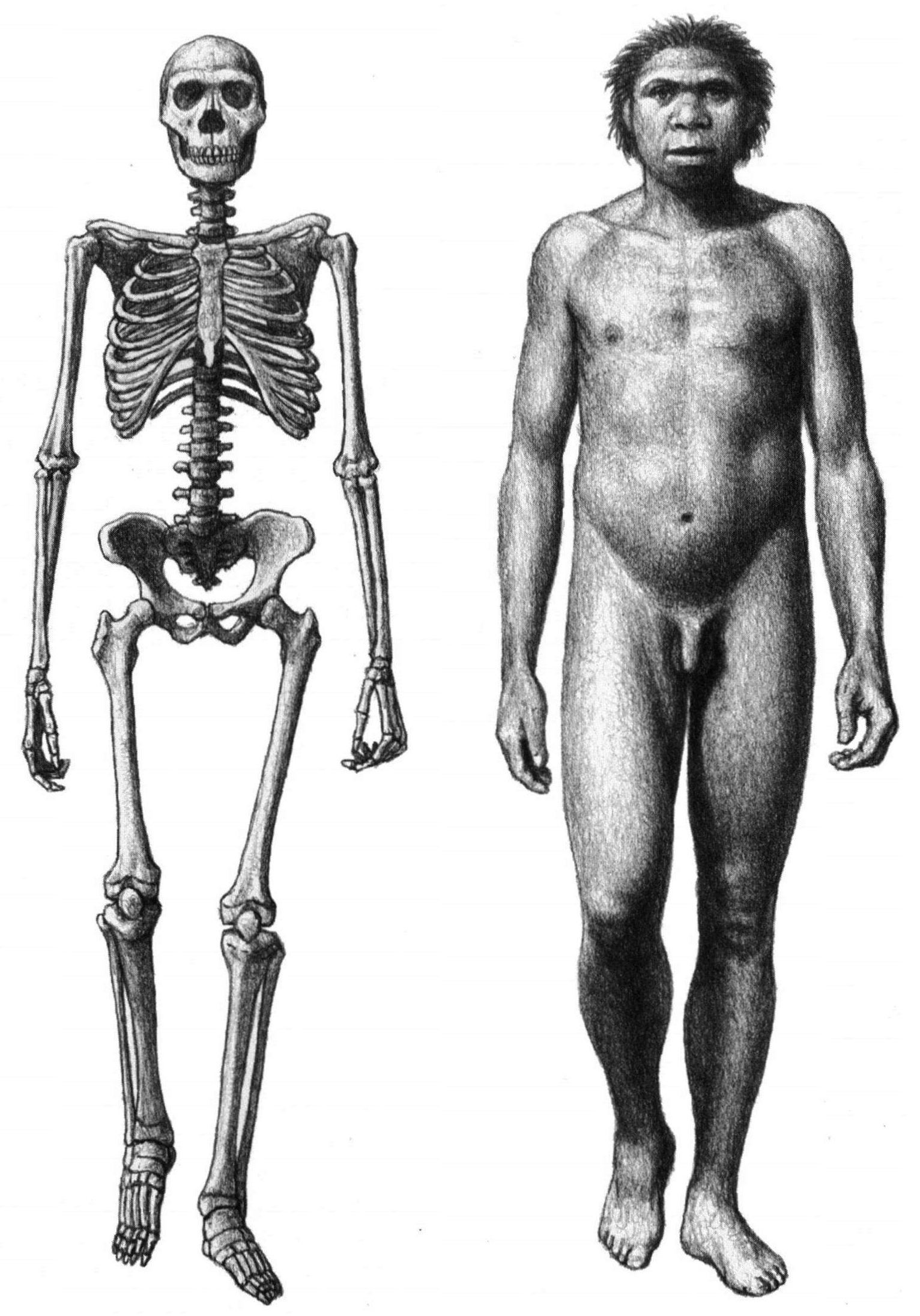
Homo erectus, um primata da família dos hominídeos
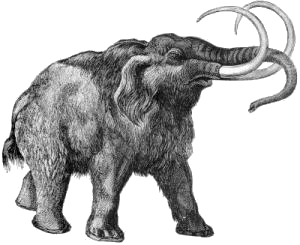
Mamute (Mammuthus primigenius), um proboscídeo
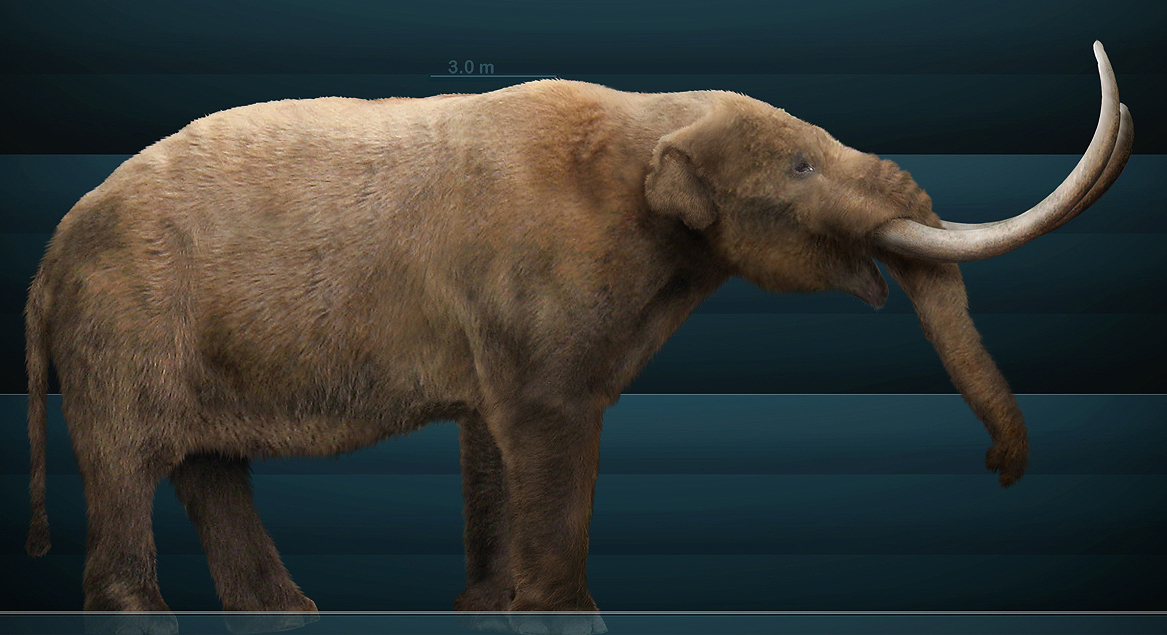
Mastodonte (Mammut americanum), um proboscídeo
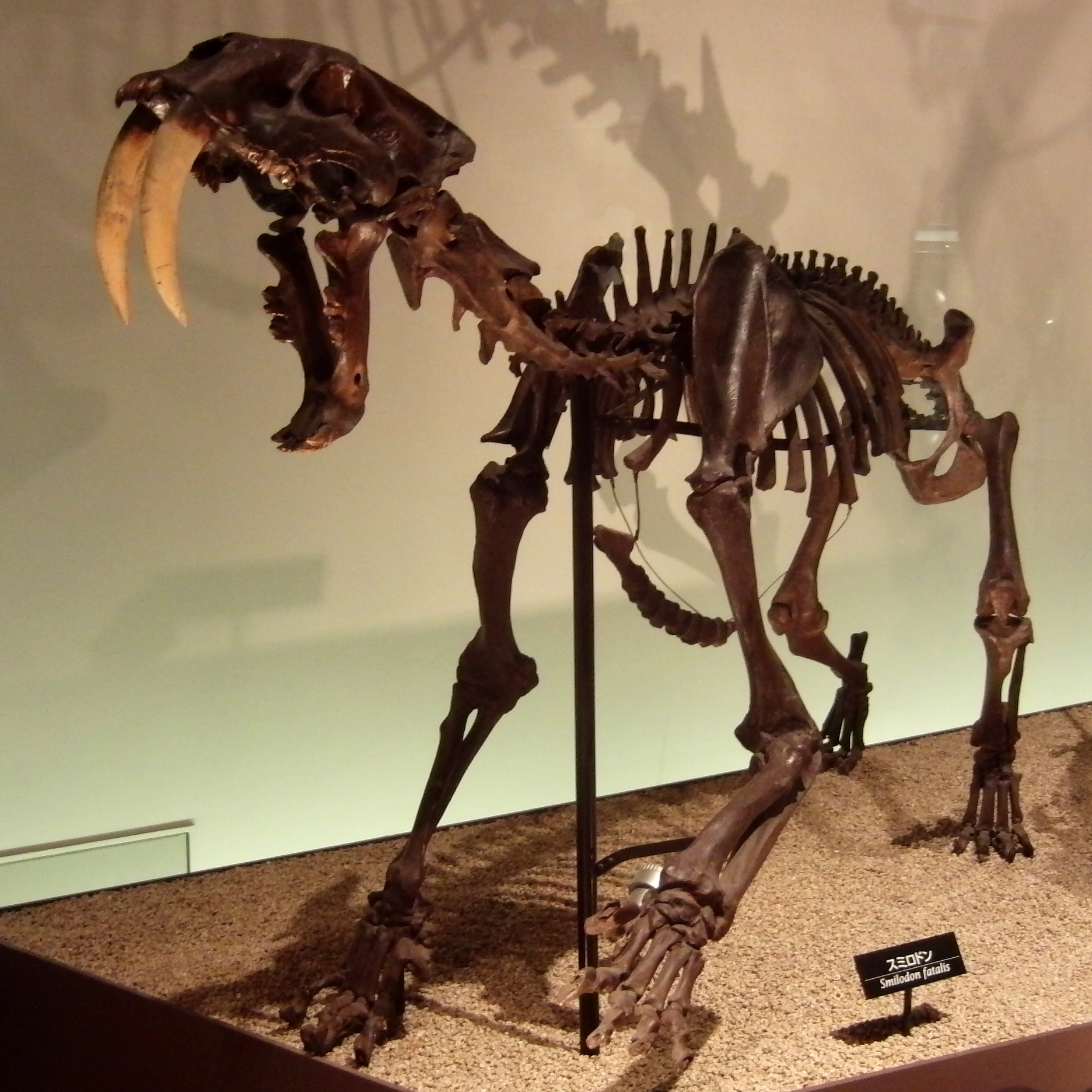
Tigre-dente-de-sabre (Smilodon sp.), um carnívoro
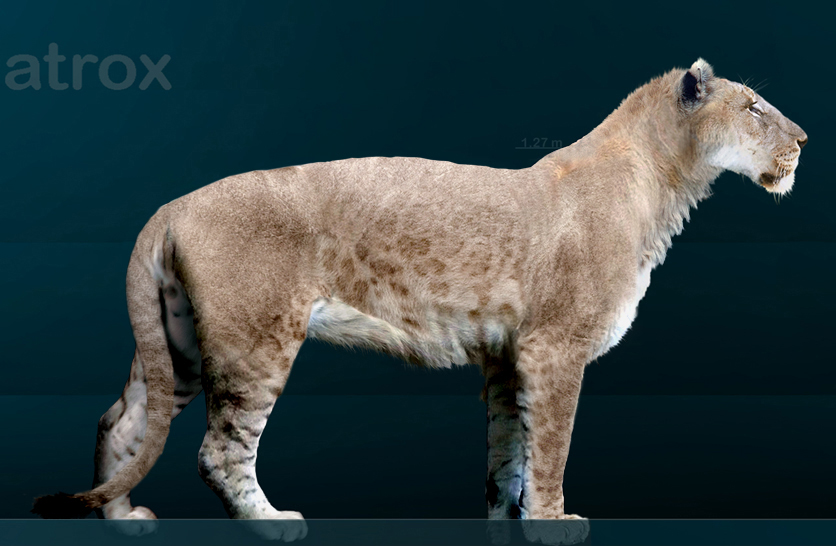
Leão americano (Panthera leo atrox) um carnívoro
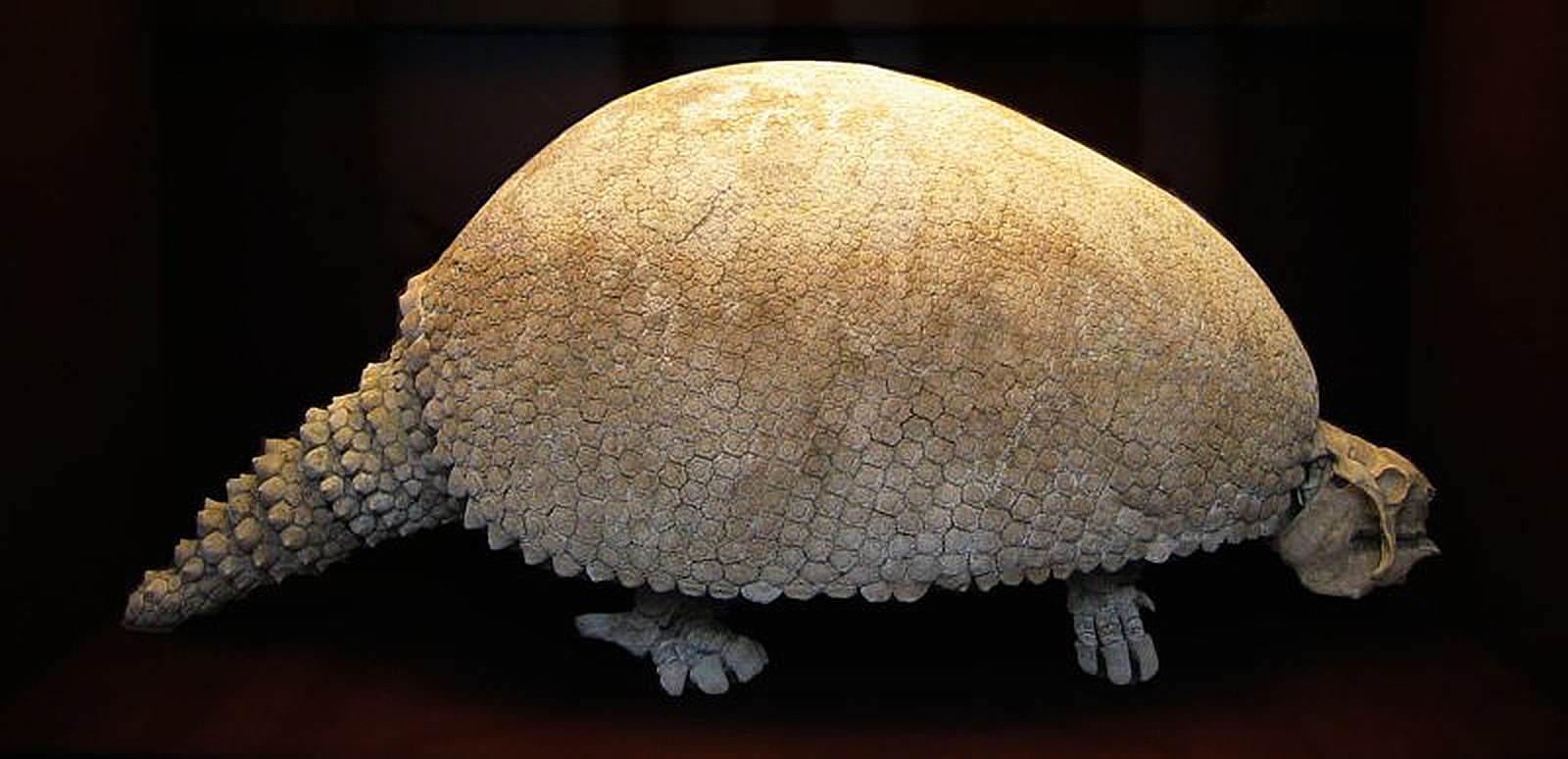
Gliptodonte (Glyptodon clavipes), um xenartro
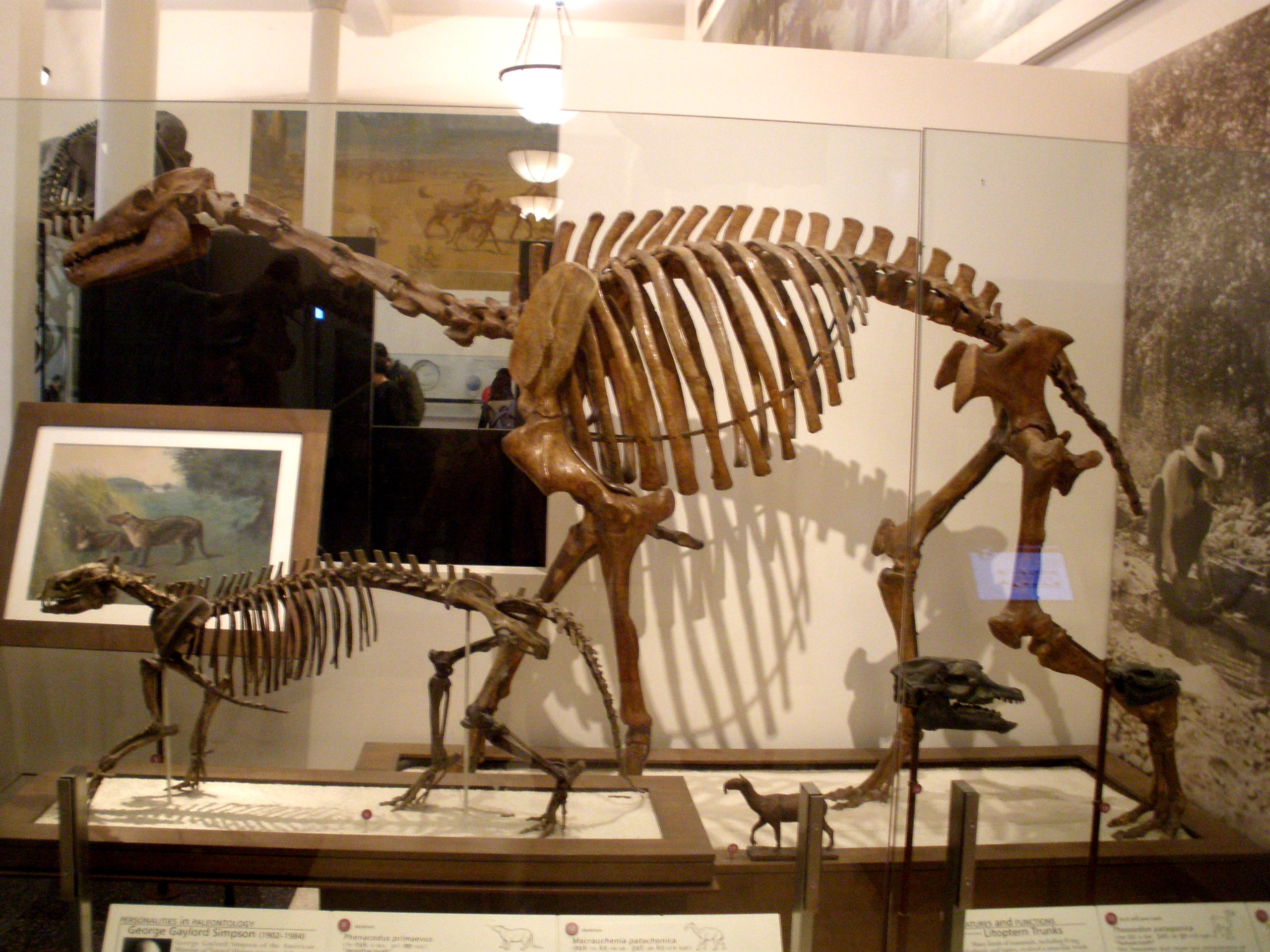
Macrauquênia (Macrauchenia patachonica), um litopterno
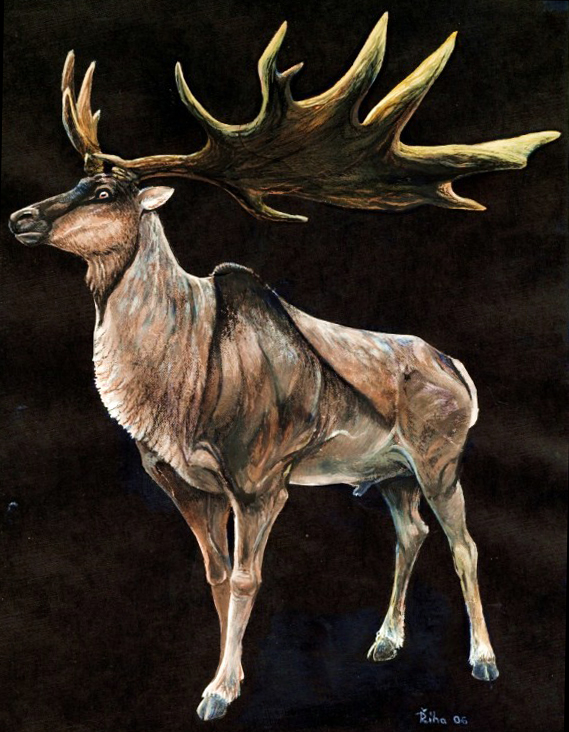
Alce-gigante (Megaloceros giganteus), um artiodáctilo
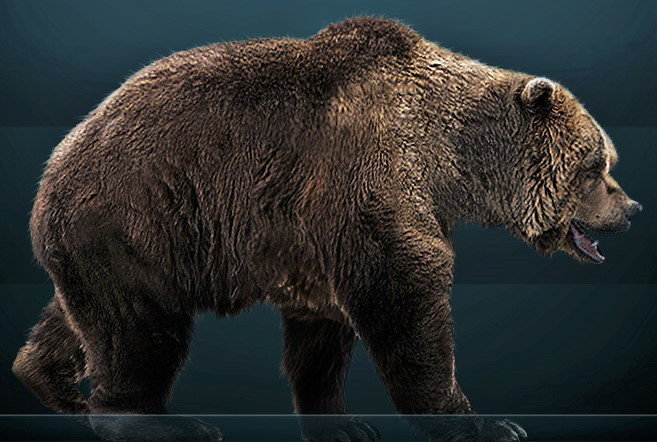
Urso-das-cavernas (Ursus spelaeus) um carnívoro
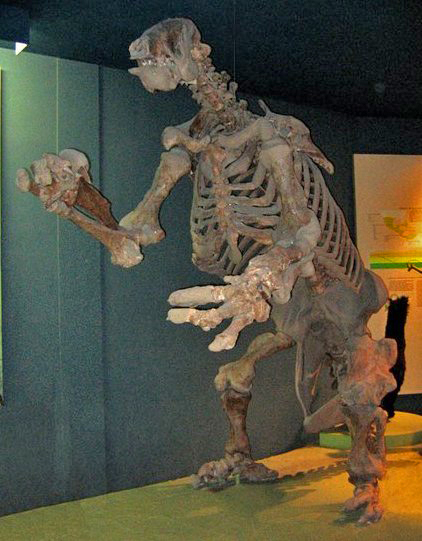
Preguiça-gigante (Eremotherium laurillardi), um xenartro
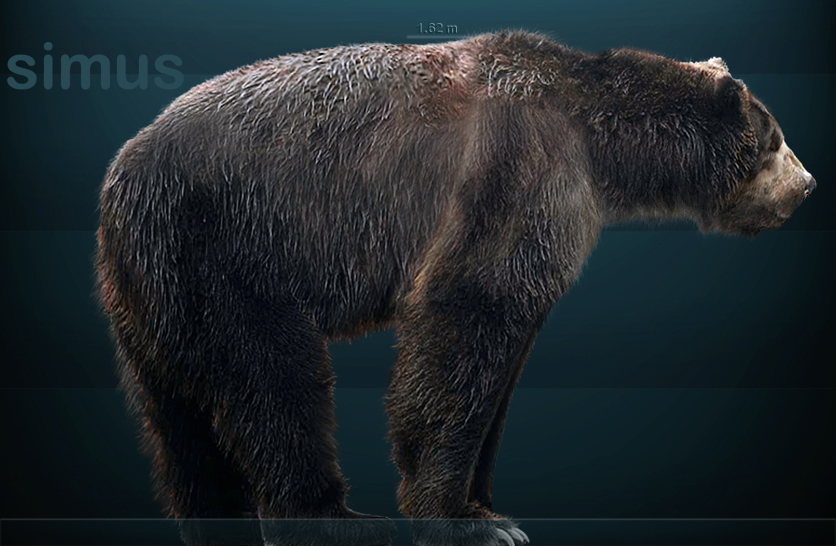
Urso da face curta (Arctodus simus), um carnívoro
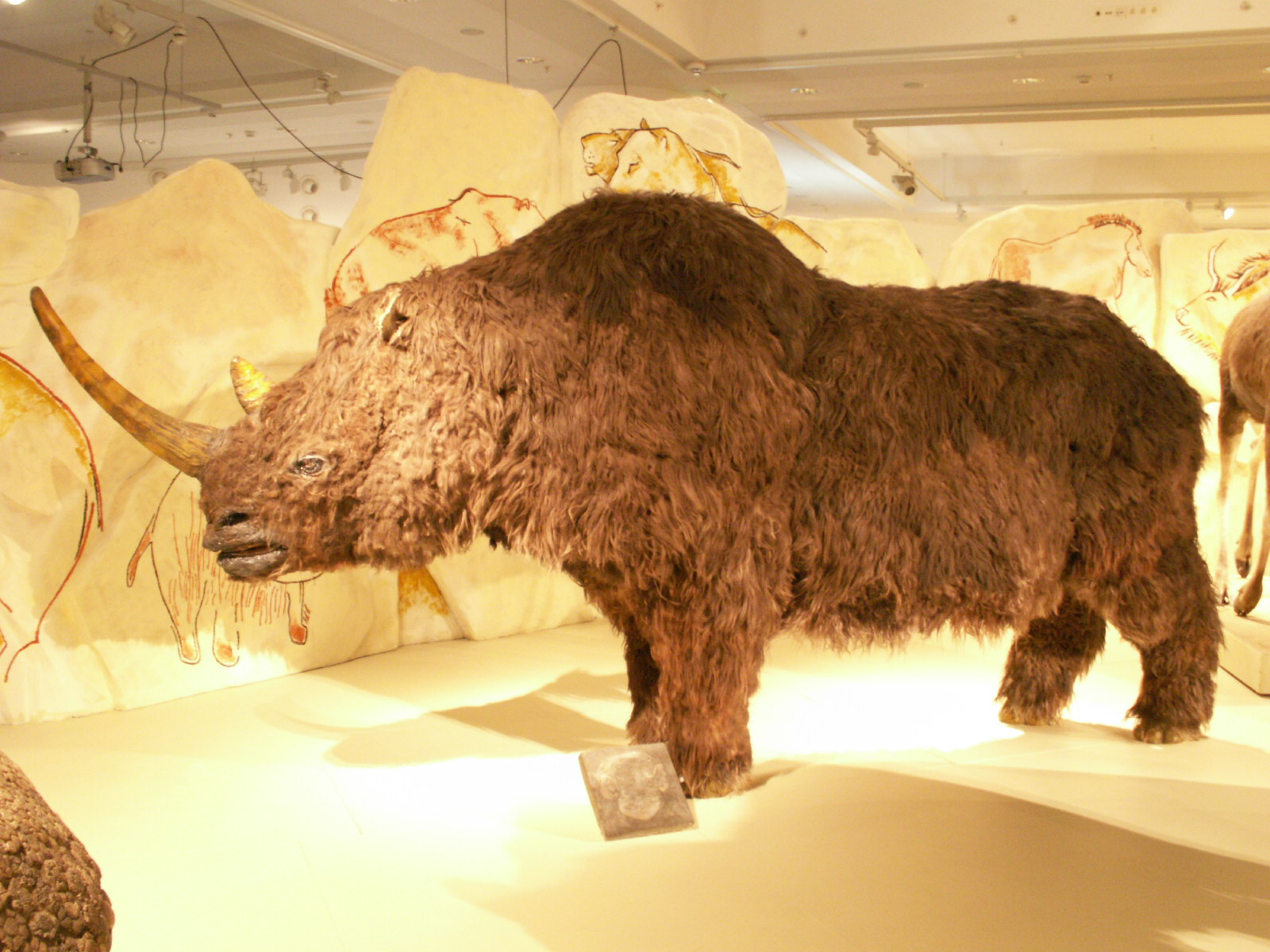
Rinoceronte-lanudo (Coelodonta antiquitatis), um perissodáctilo

## Humano durante o Pleistoceno
A evidência científica indica que o ser humano evoluiu em sua forma atual durante o Pleistoceno. No início do Pleistoceno espécies do gênero Paranthropus  ainda estão presentes, assim como os primeiros ancestrais humanos, mas foi durante o paleolítico inferior que eles desapareceram, e a única espécie de homininos encontrados em registros fosseis é o Homo erectus para grande parte do Pleistoceno. Esta espécie migrou por boa parte do Velho Mundo, dando origem a muitas variações de  homininos. Ao final do Paleolítico Médio houve o surgimento de novos tipos de  homininos, bem como o desenvolvimento de instrumentos mais elaborados do que os encontrados em épocas anteriores. De acordo com o calendário mitocondrial, os humanos modernos migraram da África depois da glaciação Riss no Paleolítico médio durante o Estágio Eemian, se espalhando por todo o mundo livre de gelo durante o Pleistoceno tardio.
Embora a "Origem Africana" da evolução dos  homininos não tenha sido contestada, alguns pesquisadores têm posto que a última grande expansão não eliminou as populações preexistentes de  homininos tanto como assimilá-las em contacto com a Homo sapiens. Enquanto isso sugere-se que as modificações no homem moderno podem ter sido extensas e de base regional, a teoria permanecendo controversa e geralmente tem perdido terreno ao longo do século passado (XX), devido ao advento de evidências genéticas que a contradizem directamente em favor de uma teoria da origem única que é actualmente adoptada.